# Papamosques de Sumba fosc
El papamosques de Sumba fosc (Cyornis stresemanni) és una espècie d'ocell de la família dels muscicàpids (Muscicapidae). És endèmic de Sumba, una de les illes Petites de la Sonda, a Indonèsia i el seu estat de conservació és de risc mínim.

## Taxonomia
Segons el Handook of the Birds of the World i la quarta versió de la BirdLife International Checklist of the birds of the world (Desembre 2019), aquest tàxon tindria reconeguda la categoria d'espècie ben bé des del 2016. Tanmateix, no fou reconegut com a tal pel Congrés Ornitològic Internacional fins al 2021. Fins aleshores, se'l considerava una subespècie del tàxon Cyornis oscillans (C. o. stresemanni)', que alehores fou desmembrat en dos espècies diferents:
- Cyornis oscillans (stricto sensu) - Papamosques de l'illa de Flores.
- Cyornis stresemanni - papamosques de Sumba fosc.